# Closterocerus longiscapus
Closterocerus longiscapus är en stekelart som först beskrevs av Boucek 1986.  Closterocerus longiscapus ingår i släktet Closterocerus och familjen finglanssteklar. Inga underarter finns listade i Catalogue of Life.